# K110 (小銃)
小口径小銃 K110型（KK-Gewehr Modell K110）は、ドイツ民主共和国（東ドイツ）で開発されたボルトアクション式小口径小銃である。製造は人民公社MEWAエルンスト・テールマン工場ズール（VEB MEWA Ernst-Thälmann-Werke Suhl）が担当した。

## 概要
K110は、K100を改良したボルトアクション式小銃である。第二次世界大戦以前のジムソン製ライフルなど、一般にモーゼルライン（Mauserlein）と通称されたスポーツライフルの流れを汲む。
当時、各地に進駐した連合国間の合意に基づき、ドイツ国内での武器製造は禁じられていた。しかし、K110は製造元を秘匿した「業者1001号」（Lieferer Nr.1001）という刻印のみ施され、ソ連占領地域内で製造された。
1954年頃から、後継製品の連発銃KK V型（Modell KK V）の開発が行われた。

## 運用

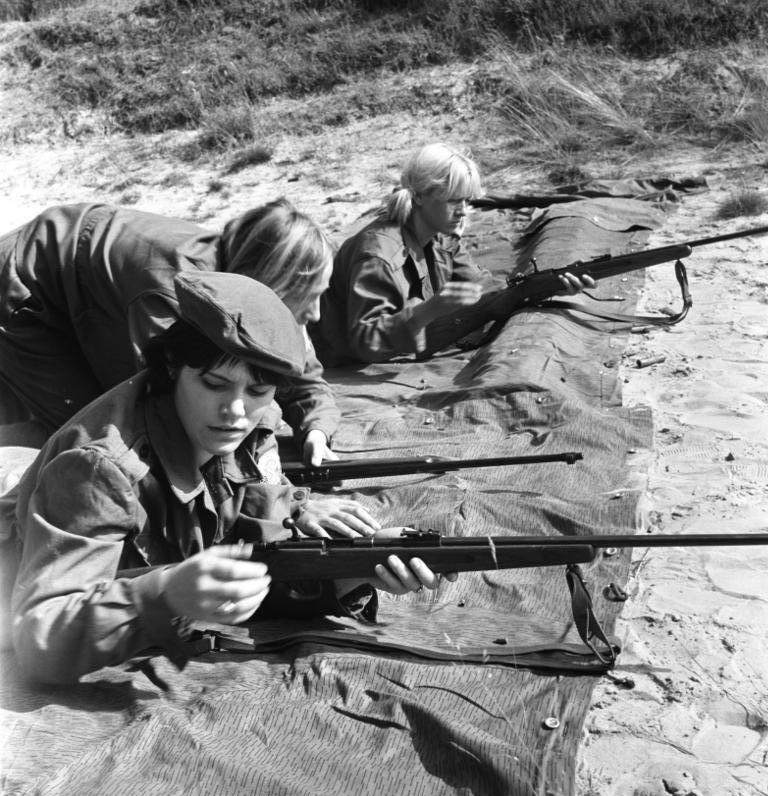
K110を用いて射撃訓練を行うGST会員

K110は少なくとも80,104丁が製造された。ルストガルテンで催された対ヒトラー・ファシズム戦勝10周年記念式典のパレードでも使われたほか、大部分はスポーツ技術協会（GST）での軍事教練に用いられた。